# Ceadea
Ceadea es una localidad española del municipio de Fonfría, en la provincia de Zamora, comunidad autónoma de Castilla y León.
Ceadea es un pueblo tradicionalmente tejero (alfarero), en el que llegó a haber hasta seis tejares cuya fabricación era teja curva tipo árabe, ladrillos, baldosas y ladrillos de horno. El pueblo está emplazado en una leve hondonada, en cuyas inmediaciones han aparecido restos de cerámica de la época romana, seguramente procedente de algún castro cercano.

## Historia
Durante la Edad Media Ceadea quedó integrado en el Reino de León, cuyos monarcas habrían acometido la repoblación de la localidad dentro del proceso repoblador llevado a cabo en Aliste. Tras la independencia de Portugal del reino leonés, en 1143, la localidad habría sufrido por su situación geográfica los conflictos entre los reinos leonés y portugués por el control de la frontera, quedando estabilizada la situación en Aliste a inicios del siglo XIII, hecho reforzado por la firma del Tratado de Alcañices en 1297.
Posteriormente, en la Edad Moderna, Ceadea estuvo integrado en el partido de Alcañices de la provincia de Zamora, tal y como reflejaba en 1773 Tomás López en Mapa de la Provincia de Zamora. Así, al reestructurarse las provincias y crearse las actuales en 1833, la localidad se mantuvo en la provincia zamorana, dentro de la Región Leonesa, integrándose en 1834 en el partido judicial de Alcañices, dependencia que se prolongó hasta 1983, cuando fue suprimido el mismo e integrado en el partido judicial de Zamora.
En torno a 1850, el municipio de Ceadea integró en su seno las localidades de Arcillera, Fornillos de Aliste, Mellanes, Moveros y Vivinera, si bien el municipio de Ceadea desapareció en 1973 integrándose su capital en el de Fonfría.

### Ceadea en el Diccionario de Madoz
El Diccionario geográfico-estadístico-histórico de España y sus posesiones de Ultramar, obra de Madoz (1845-1850), dice de Ceadea:
Localidad con ayuntamiento en la provincia de Zamora (7 leguas) partido judicial de Alcañices (1 legua), vicaria de Alba y Alista, diócesis de Santiago (46 leguas); audiencia territorial y capitanía general de Valladolid (21 leguas). 
Situación: en una llanura, con algo de inclinación hacia el norte y dividida en dos barrios o partes por un arroyo llamado la Ribera; reinan con especialidad los vientos del sur, su clima templado; sus enfermedades más comunes irritaciones gástricas, catarros y muchos casos de hidropesía. Tiene 36 casas, iglesia parroquial (San Saturnino obispo y mártir), matriz de Arcillera, servida por un cura; una ermita (la Virgen del Rosario); cementerio contiguo a la iglesia, y 6 fuentes de buenas aguas en las inmediaciones del pueblo. Confina el término, al norte con Mellanes, este con Samir de los Caños, sur con Moveros y oeste con Arcillera; su extensión de norte al sur es de 1 ¼ leguas, y de este a oeste de ½ leguas. 
El terreno es de mediana calidad, y le fertilizan las aguas del indicado arroyo y otro llamado Fornaqueton, que en el término de Mellanes toma el de Cijozo. Al sur del pueblo se elevan dos montes de roble y mata-baja, llamados uno Linares y otro los Majadones; otro más grande se eleva al este, denominado la Mata de Ceadea, cubierto de roble y tan espeso, que siendo vereda para Zamora desde Alcañices, ha sido preciso desmontarlo en algunos trozos para dejar el paso expedito y evitar la guarida a algunos rateros. 
Los caminos son locales, excepto el que dirige a Zamora. Recibe correspondencia de Alcañices los domingos y miércoles, y sale los lunes y viernes. 
Producción de centeno, lino, patatas y algunas hortalizas; cría ganado vacuno, lanar y cabrío, y caza liebres, conejos y perdices. La industria: algunos molinos harineros, que a duras penas muelen lo necesario para el consumo de los dueños, y sobre todo sus tejares donde llegó a haber hasta seis de ellos, cuya fabricación era teja curva tipo árabe, ladrillos de tipo Bilbao, ladrillo y baldosas de horno, los tejares siempre han sido lo más tradicional de Ceadea. 
Población: 28 vecinos, 113 almas. Capacidad de producción: 48,800 rs. Imponible: 4,860 rs. Contribución: 1,281 rs 17 mrs.

## Geografía humana

### Demografía
| Gráfica de evolución demográfica de Ceadea entre 1842 y 1970 |
| |
| Población de derecho según los censos de población del INE Población de hecho según los censos de población del INEEntre el censo de 1857 y el anterior, crece el término del municipio porque incorpora a 495008 (Arcillera), 495054 (Fornillos de Aliste), 495076 (Mellanes), 495081 (Moveros) y 495174 (Vivinera) Entre el censo de 1981 y el anterior, este municipio desaparece porque se integra por partes en los municipios 49071 (Fonfría) y 49172 (Rabanales) |

## Patrimonio
- La iglesia de San Saturnino está situada a la vera misma del camino, a la salida del pueblo. Dispone de un pórtico elegante y de voluminosa espadaña con hueco para dos campanas y remate piramidal.[9]

- La ermita de la Virgen del Rosario es pequeña construcción situada en el casco urbano. Tiene un pequeño pórtico con dos columnillas y una espadaña de estilo barroco con remates piramidales.[9]

## Tejares
En la actualidad ya no queda ningún tejar, pero sí las ruinas de algunos de ellos, que no por no ser conocidas dejan de ser interesantes. Las labores que se realizaban en un tejar eran variadas: cortar y acarrear leña, ir al barrero, mezclar el barro, cortar, tender , embrazadar, recoger , encañar, cocer, desencañar. Los últimos tejares que existieron fueron los de la Sra. Ana, más conocida como la portuguesa,y el de Teodomiro y sus hermanos. La arcilla es de una calidad extraordinaria, siendo utilizada en Moveros para la elaboración de sus botijos y otros cacharros para el agua.

## Personajes
- Antonio Álvarez Pérez (Ceadea, 19 de agosto de 1921-Alicante 14 de agosto de 2003) maestro, escritor y editor. Alcanzó una gran fama a través de su obra la “Enciclopedia Álvarez”, estudiada por varias generaciones de españoles. La misma surge de una necesidad docente, detectada directamente por su autor, ya que en su época no existe en España un manual escolar que recoja de forma metódica las materias propuestas en el plan de estudios vigente.[11]